# Voglans
Voglans é uma comuna francesa na região administrativa de Auvérnia-Ródano-Alpes, no departamento de Saboia. Estende-se por uma área de 4,62 km². Em 2010 a comuna tinha 1 933 habitantes (densidade: 418,4 hab./km²).